# Markus Hagelin
Lars Markus Hagelin, född 1 april 1989 i Skövde, är en svensk tidigare handbollsspelare (mittsexa).

## Karriär
Markus Hagelin handbollsfostrades i IFK Skövde och debuterade 18 år gammal i A-laget, 2007. Inför säsongen 2014/2015 flyttade Hagelin till norska IL Runar. 2015 flyttade han till HSC 2000 Coburg i den tyska andraligan.
2019 valde Markus Hagelin att flytta åter till Sverige och valde att spela för Eskilstuna Guif. Han avslutade proffslivet för att satsa på den civila karriären. Efter två år i Guif avslutade Hagelin karriären 2021.